# Голям синигер
Големия синигер (Parus major) или чичопей е един от най-едрите видове синигери и същевременно най-широко разпространеният. Храни се предимно с насекоми и дребни безгръбначни, но зимно време и при недостиг на храна е всеяден. Гнезди в дупки и хралупи по дървета. В България е защитен от закона вид. Въпреки това е най-често срещаната птица в България след врабчето и домашния гълъб.
Мъжките и женските синигери се различават по черната ивица, разделяща корема им, която е по-тясна при женските и по-широка при мъжките. Младите синигери имат едва забележима такава ивица.
Големият синигер е смел и любопитен. Ако седите например неподвижно в беседка в парка, може да кацне дори върху вас. Сутрин се събужда преди другите птици и целият му ден минава в търсене на храна. Синигерите често се придвижват на малки групички. Звуците, които издават, са весели и разнообразни. Големият синигер е една от най-издръжливите на зимни студове птици. Само в дни, в които вали сняг, той сякаш изчезва. Ако в такъв ден чуете песента му, това е сигурен белег, че снегът е спрял.
Онлайн гласуване, организирано от Българското дружество за защита на птиците през 2012 г., обявява големия синигер за птица символ на София. Синигерът е избран сред общо 12 птици с гласовете на 24% от 8600 души..

## Галерия
- Препарирани яйца
- Скулптура в Южния парк в София